# Burnett (Wisconsin)
Burnett – miasto w Stanach Zjednoczonych, w stanie Wisconsin, w hrabstwie Dodge.